# Seladerma vulgaris
Seladerma vulgaris is een vliesvleugelig insect uit de familie Pteromalidae. De wetenschappelijke naam is voor het eerst geldig gepubliceerd in 1902 door Ashmead.